# 乌马内斯-德马德里
乌马内斯德马德里，是西班牙马德里自治区的一个市镇，距离马德里23公里。总面积20平方公里，总人口19248人（2013年），人口密度962人/平方公里。